# Владимир (Мельник)
Митрополит Владимир (в миру Константин Павлович Мельник; 26 ноября 1968, Невир, Волынская область) — архиерей Украинской православной церкви, митрополит Владимир-Волынский и Ковельский.

## Биография
Родился 26 ноября 1968 года в селе Невир Волынской области в православной семье.
В 1984 году закончил сельскую восьмилетнюю школу и поступил в Пинский сельскохозяйственный техникум, по окончании которого в 1988 году был призван в армию.
В 1990 году поступил в Волынскую духовную семинарию.
В 1992 году епископом Луцким и Волынским Варфоломеем (Ващуком) пострижен в монашество с именем Владимир в честь священномученика Владимира (Богоявленского), митрополита Киевского и Галицкого. В том же году рукоположён в сан диакона. Нёс послушание в Свято-Успенском Зимненском женском монастыре.
В 1994 году поступил в Варшавскую духовную академию. В том же году в Свято-Успенской Киево-Печерской лавре был рукоположён митрополитом Киевским и Украины Владимиром (Сабоданом) в сан священника.
С 1994 года нёс послушание преподавателя и воспитателя в Варшавской православной духовной семинарии.
В 1999 году возведен в сан игумена.
В 2000 году награждён крестом с украшениями.
По благословению Митрополита Саввы (Грыцуняка) окормлял украиноязычные приходы на территории Польши.
В 2003 году митрополитом Владимиром (Сабоданом) возведён в сан архимандрита и назначен наместником Спасо-Преображенского Новгород-Северского мужского монастыря Черниговской епархии.
Священный Синод Украинской православной церкви 10 июня 2007 года постановил совершить архиерейскую хиротонию архимандрита Владимира (Мельника) и назначить его управляющим Шепетовской и Славутской епархией, выделенной из состава Хмельницкой епархии согласно решению Священного Синода от 31 мая 2007 года.
10 июня 2007 года в резиденции Предстоятеля Украинской Православной Церкви в Киево-Печерской Лавре наречён во епископа Шепетовского и Славутского.
Архиерейская хиротония владыки состоялась 11 июня 2007 года в Успенском соборе Киево-Печерской лавры. Чин хиротонии совершили Митрополит Киевский и всея Украины Владимир (Сабодан), митрополит Луганский и Алчевский Иоанникий (Кобзев), архиепископы Ровенский и Острожский Варфоломей (Ващук), Владимир-Волынский и Ковельский Симеон (Шостацкий), Вышгородский Павел (Лебедь), Белоцерковский и Богуславский Митрофан (Юрчук), епископы Черниговский и Новгород-Северский Амвросий (Поликопа), Васильковский Лука (Коваленко), Бориспольский Антоний (Паканич), Нежинский и Батуринский Ириней (Семко).
14 июня 2011 года переведён на Владимир-Волынскую кафедру.
28 августа 2014 года возведён в сан архиепископа.
28 июля 2017 года митрополитом Киевским Онуфрием за литургией в День крещения Руси в Киево-Печерской лавре возведён в сан митрополита.